# 이선홍 (1895년)
이선홍(李善洪, 일본식 이름: 武田善洪다케다 센코 또는 武田英雄다케다 히데오, 1895년 2월 2일 ~ 1944년 8월 11일)은 일제강점기에 일본에서 상업에 종사하며 직업적 친일 인물로 활동했다.

## 생애
본적지는 전라남도 무안군이다. 20대 초반이던 1917년 일본으로 건너가 오사카시에서 약종상을 운영하면서 정착했다.
1921년에 선인형제회라는 한인 단체의 부회장이 되어 사회 활동을 시작했다. 이듬해에는 조선인협회라는 단체를 창설하고 회장을 맡았으며, 1924년에 오사카 지역의 여러 단체가 연합해 결성한 조선인협회 총본부 회장에 올라 사망할 때까지 20년 동안 재직하면서 이 지역 한인 사회에서 영향력을 행사했다.
조선인협회 총본부 회장을 지내는 동안 중의원 의원으로 여러 차례 입후보하여 정치 활동을 시도하였고, 동시에 조선인협회 주최의 행사를 여러 차례 개최하여 재일 조선인을 상대로 내선융화를 선전하는 역할도 맡았다. 일본 거주 한국인에 대한 동화 정책을 추진하던 일본 당국의 지원을 받은 조선인협회는 부산에 지부를 설치할 정도로 규모가 커졌으며, 내선융화 실현을 위해서는 일본인과 한국인의 결혼을 촉진해야 한다며 내선인 결혼매개소를 개설하는 등 대표적인 내선융화 단체로 성장해갔다.
조선인협회에 대해서는 궁핍한 노동자들의 재산을 터는 단체라는 당대의 평가가 있었다. 이선홍에 대해서도 "대판에서 수년전부터 소위 일선융화를 직업으로 사복을 채우고 동일한 동족의 고혈을 일삼아 착취"하는 인물로 보도된 바 있다. 1925년에는 본격적인 내선융화를 추진하는 선우회라는 단체를 발족시켜 총재가 되었는데, 친목회라 속이고 군중을 모아놓고 내선융화 강연을 하여 분노한 청중들에게 구토당한 사건이 있었다. 특히 이봉창과 윤봉길이 도쿄와 상하이에서 각각 폭탄을 던져 체포되었을 때는 더욱 충성하겠다는 근신의 뜻을 담은 성명서를 발표하거나 일본 측에 위로장을 보내 공분을 사기도 했다.
1930년에는 내선융화 단체의 협의체인 중앙협의단을 조직하고 상임위원을 맡았다. 또한 1932년 제18회 일본 중의원 의원 총선거에 출마했다가 낙선한 것을 시작으로 꾸준히 선거에 출마했다. 이선홍은 선거 유세 등을 통해 내선융화 이념을 꾸준히 피력했고, 중일 전쟁 이후에는 지원병제와 징병제를 선전하여 전쟁에도 적극 협력하였다.
1936년과 1937년에 제19회 일본 중의원 의원 총선거와 제20회 일본 중의원 의원 총선거에 연속 출마해 낙선했다. 세 번째 출마에서는 선거법 위반으로 기소되어 집행유예 판결을 받기도 했다. 그러나 여전히 정치 활동은 계속되어 1941년 황민화 운동이 목적인 오사카 협화협력회를 조직, 위원장을 맡는 동시에 성전완수강연회라는 행사를 개최했다. 1942년 제21회 일본 중의원 의원 총선거에 네 번째로 출마하여 다시 낙선했다.

## 사후
2007년 대한민국 친일반민족행위진상규명위원회가 발표한 친일반민족행위 195인 명단과 2008년 발표된 민족문제연구소의 친일인명사전 수록예정자 명단 해외 부문에 모두 들어 있다.

## 참고자료
- 친일반민족행위진상규명위원회 (2007년 12월). 〈이선홍〉 (PDF). 《2007년도 조사보고서 II - 친일반민족행위결정이유서》. 서울. 2389~2400쪽쪽. 발간등록번호 11-1560010-0000002-10. [깨진 링크(과거 내용 찾기)]
- 정동주 (2003년 3월 25일). “정동주의 진주문화사 이야기 - 71. 전야⑩”. 경남일보. 2008년 5월 11일에 확인함.